# Omias globosus
Omias globosus — вид долгоносиков-скосарей из подсемейства Entiminae.

## Описание
Жук длиной 2,5—3,8 мм, имеет чёрную окраску, сильно блестящий. Верхняя часть тела в редких, металлически отливающих чешуйках, вдоль шва и на боках иногда более или менее сгущённых. Переднеспинка резко поперечная, длина её более чем в два раза меньше максимальной ширины. Головотрубка слабо конусовидная. Задние бёдра самцов с зубцом, передние и средние без него или же с очень маленьким зубчиком.

## Экология
Жук населяет степи и лесостепи.